# 테이트 브리튼
테이트 브리튼(영어: Tate Britain)은 잉글랜드 런던에 위치한 미술관이다. 테이트 세인트아이브스, 테이트 리버풀, 테이트 모던과 같이 국립 박물관 네트워크 테이트의 일부이다.

## 같이 보기
- 가장 큰 미술관 목록